# Piano Man (album)
Piano Man is een album van Billy Joel uit 1973.
Het is Joels tweede album en het album waarmee hij doorgebroken is. Het album behaalde een 27e positie in de Amerikaanse albumlijst en de derde plek in Australië. Van het album zijn vier singles verschenen: titeltrack Piano Man, Worse Comes to Worst, Travellin' Prayer en The Ballad of Billy the Kid.

## Tracklijst

### Originele uitgave
Alle nummers zijn geschreven door Joel.
| Nr. | Titel                       | Duur |
| --- | --------------------------- | ---- |
| 1.  | Travelin' Prayer            | 4:16 |
| 2.  | Piano Man                   | 5:37 |
| 3.  | Ain't No Crime              | 3:20 |
| 4.  | You're My Home              | 3:14 |
| 5.  | The Ballad of Billy the Kid | 5:35 |

| 6.                 | Worse Comes to Worst                  | 3:28 |
| 7.                 | Stop in Nevada                        | 3:40 |
| 8.                 | If I Only Had the Words (To Tell You) | 3:35 |
| 9.                 | Somewhere Along the Line              | 3:17 |
| 10.                | Captain Jack                          | 7:15 |
| Totale duur: 42:51 |                                       |      |

### 2011 Legacy Edition
In 2011 wordt een dubbeldisc `Legacy Edition' uitgegeven. De eerste disc bevat het album zelf, de tweede cd bevat opnames van het concert in Philadelphia van 15 april 1972.
1. "Introduction" – 0:29
2. "Falling of the Rain" – 2:33
3. "Intro to Travelin' Prayer" – 0:17
4. "Travelin' Prayer" – 3:11
5. "Intro to Billy the Kid" – 0:50
6. "The Ballad of Billy the Kid" – 5:36
7. "Intro to She's Got a Way" – 1:03
8. "She's Got a Way" – 3:08
9. "Intro to Everybody Loves You Now" – 1:19
10. "Everybody Loves You Now" – 2:56
11. "Intro to Nocturne" – 0:59
12. "Nocturne" – 2:46
13. "Station ID and Intro to Turn Around" – 1:31
14. "Turn Around" – 3:26
15. "Intro to Long, Long Time" – 1:19
16. "Long, Long Time" – 4:46
17. "Intro to Captain Jack" – 1:19
18. "Captain Jack" – 6:56
19. "Intro to Josephine" – 1:40
20. "Josephine" – 3:23
21. "Intro to Rosalinda" – 0:33
22. "Rosalinda" – 3:03
23. "Tomorrow Is Today" – 5:11